# Râul Bârnărel
Râul Bârnărel este un afluent al râului Bistrița. 